# 佛爾卡斯

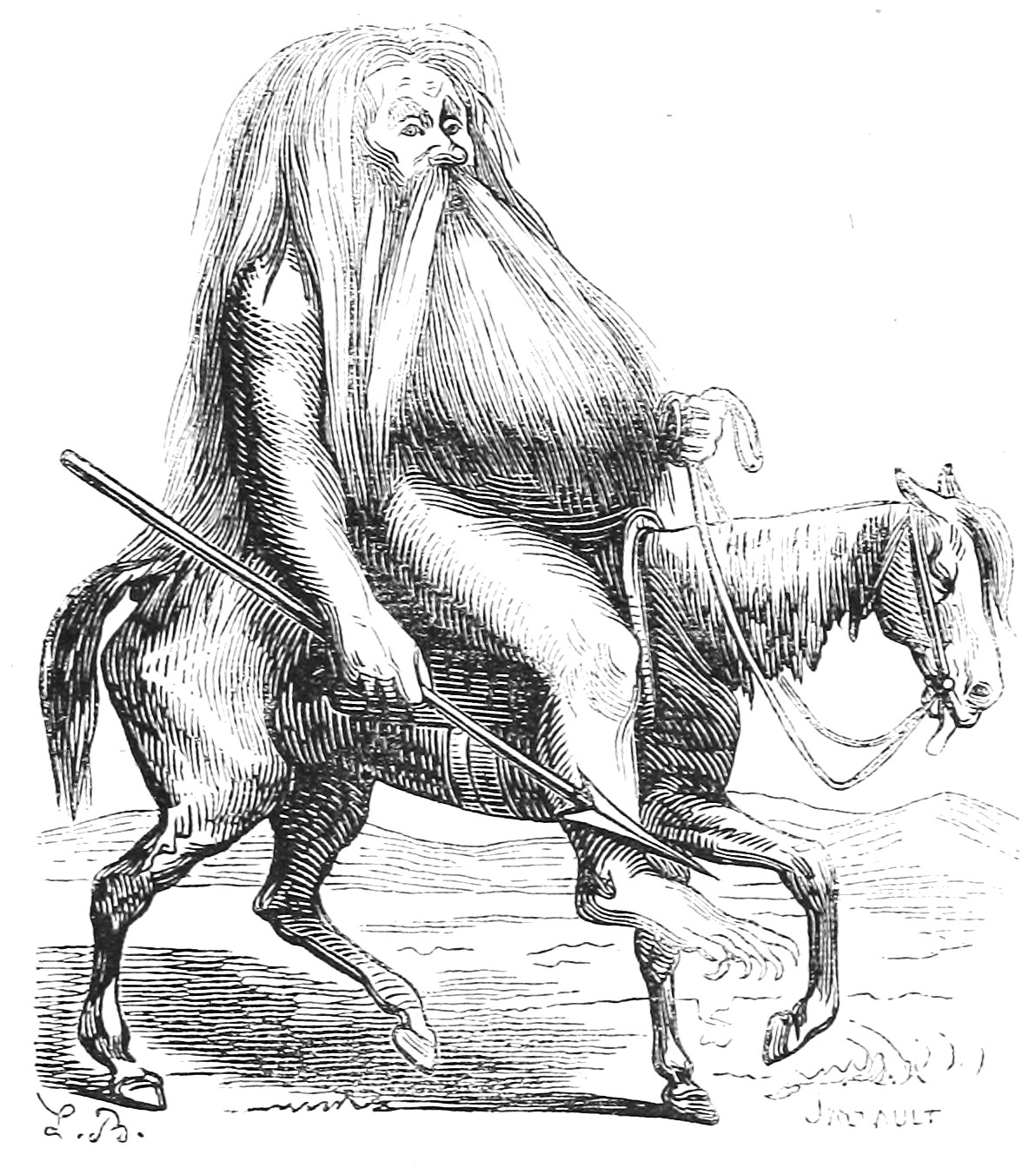
佛爾卡斯畫像

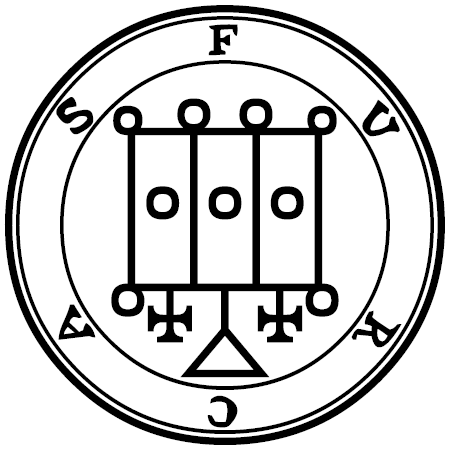
佛爾卡斯的印記

佛爾卡斯（Furacas），为所羅門王72柱魔神中排第50位的魔神，位階騎士，且是魔神裡唯一一位騎士，統帥20個軍團。
別名「富卡斯」（Furcas）。形象是骑白马的长鬚有角老者。教人哲学、占星、修辞、逻辑和艺术。